# Jatimalang (Purwodadi)
Jatimalang is een bestuurslaag in het regentschap Purworejo van de provincie Midden-Java, Indonesië. Jatimalang telt 1164 inwoners (volkstelling 2010).